# 卢瓦雷省公路网

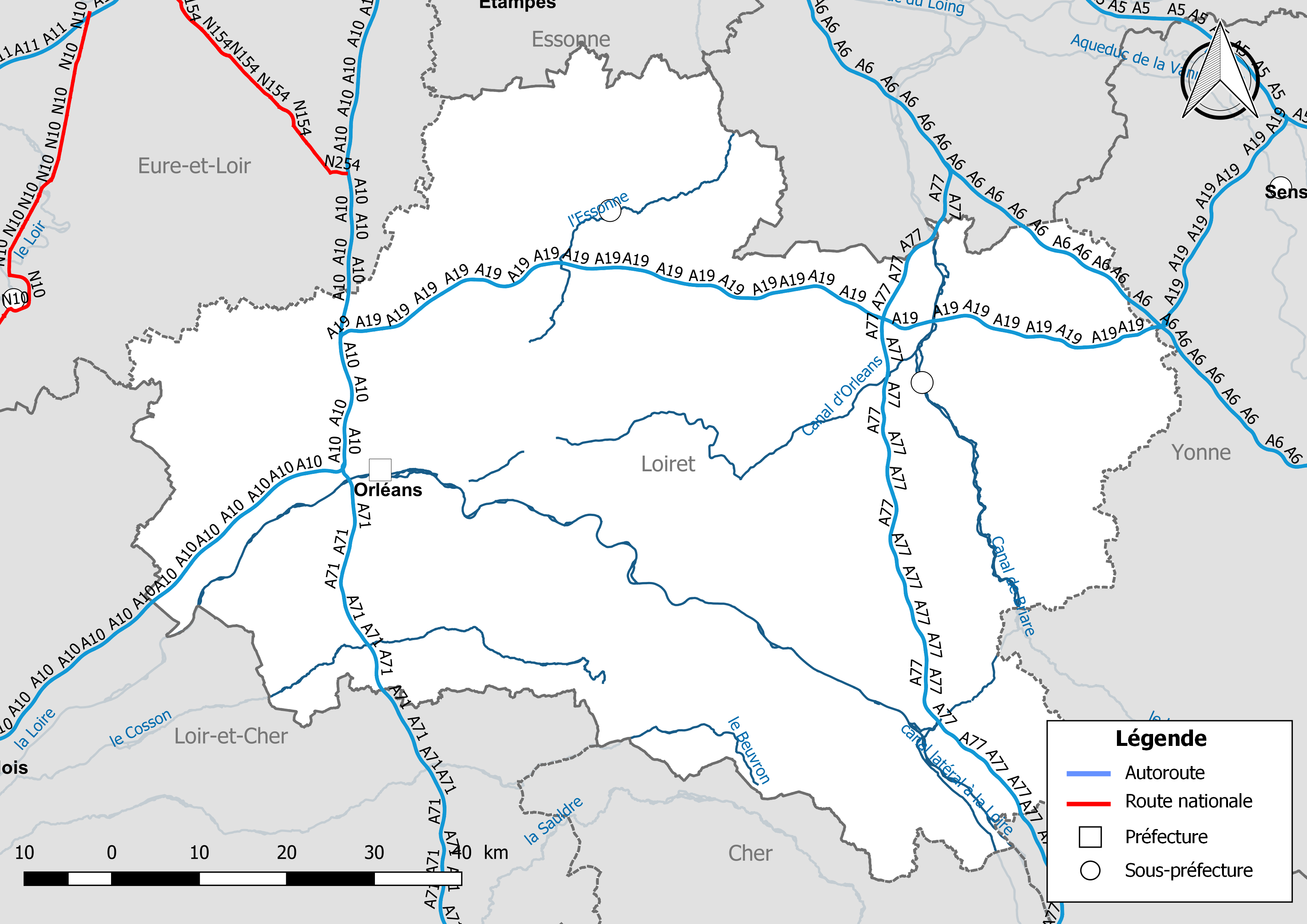
卢瓦雷省公路网

卢瓦雷省公路网是法国卢瓦雷省境内公路设施的统称。截止2020年9月，卢瓦雷省境内共有高速公路266公里，省道3638公里以及其它公路7538公里。

## 历史
卢瓦雷省的第一条公路出现于18世纪末，最初仅供马车行驶，工业革命后开始出现机动车辆。1930年，卢瓦雷省境内的公路系统进行了统一编号。1972年和2006年，法国的国道系统两次大规模拆分，其中卢瓦雷省境内的法国国道N20线、N65线等均改为省道，并重新编号。
|          | 2002  | 2003  | 2004  | 2005  | 2006  | 2007  | 2008  | 2009  | 2010  | 2011  | 2012  | 2013  | 2014  |
| -------- | ----- | ----- | ----- | ----- | ----- | ----- | ----- | ----- | ----- | ----- | ----- | ----- | ----- |
| 高速公路 | 169   | 169   | 169   | 169   | 166   | 167   | 167   | 266   | 266   | 266   | 266   | 266   | 266   |
| 国道     | 355   | 355   | 354   | 0     | 0     | 0     | 0     | 0     | 0     | 0     | 0     | 0     | 0     |
| 省道     | 3224  | 3234  | 3233  | 3220  | 3597  | 3631  | 3637  | 3637  | 3633  | 3642  | 3650  | 3638  | 3638  |
| 其它道路 | 6694  | 6781  | 6831  | 6880  | 6982  | 7196  | 7196  | 7330  | 7404  | 7404  | 7519  | 7536  | 7536  |
| 总量     | 10442 | 10539 | 10587 | 10269 | 10745 | 10994 | 11000 | 11233 | 11303 | 11311 | 11435 | 11440 | 11440 |

## 路网

### 高速公路
- 法国A6号高速公路（卢瓦雷省境内全长约15公里）
- 法国A10号高速公路（卢瓦雷省境内全长约48公里，共设有3个出入口和2个互通式立交桥）
- 法国A19号高速公路（卢瓦雷省境内全长约99公里，共设有3个出入口和2个互通式立交桥）
- 法国A71号高速公路（卢瓦雷省境内全长约27.5公里，共设有2个出入口和1个互通式立交桥）
- 法国A77号高速公路（卢瓦雷省境内全长约74公里，共设有5个出入口和1个互通式立交桥）

### 国道
卢瓦雷省内原有的国道已于2005年全部改设为省级道路。

### 省道
| 卢瓦雷省省道列表 |             |                       | |                               |
| 编号             | 长度 （km） | 起点 连接线           | 主要途径市镇（斜体字表示该道路距离该市镇政府所在地最近距离超过1公里） | 终点 连接线                   |
| D951             | 117         | （卢瓦-谢尔省） D951  | 谷地拉伊 ↔ 德里 ↔ 克雷里圣安德烈 ↔ 马罗欧普雷 ↔ 圣伊莱尔圣梅曼 ↔ 圣普里韦圣梅曼 ↔ 奥尔良 ↔ 圣让勒布朗 ↔ 谷地圣但尼 ↔ 桑迪永 ↔ 达尔瓦 ↔ 雅尔若 ↔ 费罗勒/乌夫鲁埃莱尚 ↔ 蒂日 ↔ 叙利亚地区讷维 ↔ 居伊 ↔ 卢瓦尔河畔叙伊 ↔ 圣艾尼昂勒雅亚尔 ↔ 叙利亚地区利翁 ↔ 圣贡东 ↔ 日安附近波伊 ↔ 奥克尔附近圣马丁 ↔ 卢瓦尔河畔圣布里松 ↔ 卢瓦尔河畔圣菲尔曼 ↔ 卢瓦尔河畔沙蒂永 ↔ 卢瓦尔河畔博略 | （谢尔省） D951               |
| D952             | 48.8        | 卢瓦尔河畔新堡 D2060  | 卢瓦尔河畔新堡 ↔ 圣马丁达巴 ↔ 布济拉福雷 ↔ 圣艾尼昂代盖 ↔ 谷地布赖 ↔ 莱博尔德 ↔ 卢瓦尔河畔乌祖埃尔 ↔ 比尔利地区当皮埃尔 ↔ 讷瓦 ↔ 日安 ↔ 布里亚尔 | 布里亚尔 D2007                |
| D955             | 25          | 奥尔姆 D2157          | 奥尔姆 ↔ 布莱莱巴尔 ↔ 宽斯/圣佩拉维拉科隆布/圣西日斯蒙 ↔ 图尔努瓦西 ↔ 维朗布兰 | （厄尔-卢瓦省） D955          |
| D960             | 21.7        | 圣让德布赖 D2152      | 圣让德布赖 ↔ 谢西 ↔ 马尔迪耶 ↔ 圣但尼德洛泰勒 ↔ 卢瓦尔河畔新堡 | 卢瓦尔河畔新堡 D962           |
| D962             | 2.8         | 卢瓦尔河畔新堡 D960   | 卢瓦尔河畔新堡 ↔ 圣马丁达巴 | 圣马丁达巴 D952               |
| D2007            | 73.6        | （塞纳-马恩省） D607  | 多尔迪沃 ↔ 卢万河畔丰特奈 ↔ 瑟普瓦 ↔ 卢瓦河畔沙莱特 ↔ 蒙塔日 ↔ 阿米伊 ↔ 韦尔尼松河畔莫尔芒 ↔ 索尔泰尔 ↔ 普雷西尼莱潘 ↔ 韦尔尼松河畔诺让 ↔ 圣热纳维耶芙代布瓦 ↔ 布瓦莫朗 ↔ 拉比西耶尔 ↔ 日安/特雷泽河畔奥祖埃尔 ↔ 布里亚尔 ↔ 卢瓦尔河畔乌松 ↔ 卢瓦尔河畔博尼 | （涅夫勒省） D907             |
| D2020            | 55.3        | （厄尔-卢瓦省） D2020 | 吕昂 ↔ 阿尔特奈 ↔ 舍维伊 ↔ 塞尔科特 ↔ 萨朗 ↔ 弗勒里莱佐布赖 ↔ 奥尔良 ↔ 奥利韦 ↔ 阿尔东/谷地圣西尔 ↔ 圣欧班堡 | （卢瓦-谢尔省） D2020         |
| D2060            | 91.5        | 奥尔良 环城公路北段   | 奥尔良 ↔ 瑟穆瓦 ↔ 圣让德布赖 ↔ 谢西 ↔ 马尔迪耶 ↔ 多讷里 ↔ 费约洛日/圣但尼德洛泰勒 ↔ 卢瓦尔河畔新堡 ↔ 维特里欧洛日/圣马丁达巴 ↔ 叙里欧布瓦 ↔ 贝宗德河畔基耶 ↔ 欧祖埃苏贝勒加德 ↔ 加蒂奈地区欧维利耶 ↔ 普雷努瓦 ↔ 于亚尔河畔舍维永/费萨尔河畔圣莫里斯/帕讷 ↔ 维勒芒德尔 ↔ 阿米伊 ↔ 拉沙佩勒圣塞皮尔科尔 ↔ 拉塞勒昂内尔穆瓦/托拉耶 ↔ 库尔特莫/尚特科克 ↔ 圣伊莱尔莱藏德雷西         | 圣伊莱尔莱藏德雷西 A194出入口 |
| D2152            | 92.5        | （塞纳-马恩省） D152  | 勒马勒塞尔布瓦 ↔ 拉穆吕 ↔ 马尔桑维利耶 ↔ 邦达鲁瓦 ↔ 皮蒂维耶 ↔ 达东维尔/旧皮蒂维耶 ↔ 埃斯克雷讷 ↔ 马罗欧布瓦 ↔ 桑托 ↔ 希约尔欧布瓦 ↔ 卢里 ↔ 马里尼莱聚萨日/沃讷西/比约讷河畔布瓦尼 ↔ 圣让德布赖 ↔ 奥尔良 ↔ 圣让德拉吕埃勒 ↔ 拉沙佩勒圣梅曼 ↔ 谢日 ↔ 圣艾 ↔ 卢瓦尔河畔默安 ↔ 博勒 ↔ 博让西 ↔ 塔韦尔                                                                               | （卢瓦-谢尔省） D2152         |
| D2157            | 27.9        | 奥尔良 伊利耶尔街     | 奥尔良 ↔ 圣让德拉吕埃勒 ↔ 安格雷 ↔ 奥尔姆 ↔ 比西圣利法尔 ↔ 博斯地区罗济耶尔 ↔ 库尔米耶 ↔ 博斯地区埃皮耶 ↔ 沙尔松维尔 | （卢瓦-谢尔省） D357          |
| 1. 2. 3. 4.      |             |                       | |                               |